# .tv
.tv è il dominio di primo livello nazionale assegnato a Tuvalu.
Fatta eccezione per nomi riservati quali com.tv, net.tv, org.tv e altri, chiunque può registrare un dominio di secondo livello in .tv – suffisso ambìto e, come tale, di elevato valore economico, in quanto corrispondente all'abbreviazione internazionale di televisione. Altri domini simili sono .fm, .am, .cd e .dj; tali domini si prestano facilmente a giochi di parole e ad essere usati da aziende televisive, musicali o radiofoniche.

## Storia
Il dominio è attualmente gestito da dotTV, una società Verisign detenuta per il 20% dal governo di Tuvalu. Nel 2000 Tuvalu negozia un contratto con cui concede l'utilizzo del proprio nome di dominio ".tv" per 50 milioni di dollari in royalties da versarsi nell'arco di dodici anni. Il governo di Tuvalu riceve così 1 milione di dollari ogni tre mesi.
Il 14 dicembre 2006 Verisign rende noto di aver stipulato un'alleanza con Demand Media, capitanata dall'ex-presidente di MySpace Richard Rosenblatt, per la commercializzazione del dominio di primo livello (TLD) .tv come indirizzo web privilegiato per i contenuti rich media. I nomi premium con suffisso ".tv" non possono essere trasferiti ad altri registrar e il costo annuale del rinnovo è pari alla tariffa di registrazione iniziale "buy now".
Il 16 marzo 2010 Sedo annuncia di essersi accordata con Verisign per un'asta esclusiva, prevista per il 1º aprile, in cui vengono offerti 115 nomi di dominio premium con suffisso .tv e rinnovo annuale standard, ovvero non premium, a prescindere dal prezzo di chiusura dell'asta. Il 19 marzo Verisign comunica che i nomi premium con suffisso .tv sono ora disponibili attraverso un canale registrar .tv allargato, abbassa radicalmente i prezzi e converte un buon numero di ambìti nomi premium .tv in non premium: così facendo elimina l'ostacolo che fino a quel momento rendeva il suffisso .tv inappetibile ai “grossisti” di domini e ai grandi investitori.
Data la partecipazione di Verisign – società con sede negli Stati Uniti e, pertanto, soggetta alle leggi federali – prima del Super Bowl XLVI il governo statunitense sequestra i primi domini .tv nell'ambito dell'operazione Fake Sweep.